# アッシュ・ディクソン
アッシュ・ディクソン（Ash Dixon、1988年9月1日 - ）は、ニュージーランド出身のラグビーユニオン選手。ジャパンラグビーリーグワンのコベルコ神戸スティーラーズに所属している。

## プロフィール
- U20ニュージーランド代表に選ばれたことがある。
- マオリ・オールブラックスに選ばれたことがある[1]。

## 略歴
ニュージーランドのクライストチャーチボーイズ高校卒業。
ハリケーンズ、ハイランダーズ に所属し、州代表ではホークス・ベイ、オークランドに所属した。
2018年、パナソニック ワイルドナイツ(現・埼玉パナソニックワイルドナイツ)に加入。同年10月20日に行われたジャパンラグビートップリーグ第7節のキヤノンイーグルス戦にて先発出場で日本での公式戦初出場を果たす。
2019年、パナソニック ワイルドナイツを退団。
2021年、NECグリーンロケッツ東葛に加入。2025年5月、退団。
2025年8月、ジャパンラグビーリーグワンのコベルコ神戸スティーラーズに加入。